# 川流 (字体排印学)

文段中的川流（在「amet」一词之上）。

在字体排印学中，川流（英語：river）是采用印欧语言之书写系统的文段在排印的过程中出现的「裂缝」，由碰巧在纵向上排列到一起的空格所组成，可能在多种情况下出现。其中尤以两侧对齐或者使用等宽字体的情况下最为明显，因为这时候空格通常宽度较大。比例字體因為空格較小，比較不容易出現川流的情形。另一种情况是在较小范围内，长度相近的词频繁出现，例如maximization、minimization或optimization等。
川流的出現是因為其X字高、不同字母的字寬及以字母間距及文字間距設定組合下的結果:p29 :p80 :p85 :p270 :p270 :p65。較寬的字體比較容易出現川流，比較沒有控制間距的排版應用時也比較容易有川流，而句間距的增加會使川流更加惡化。比較複雜的排版應用會有比較精細的間隔控制，而且會有比較精細的字間減位對，軟體可以知道對應各個字母對，理想的間距設定值。
字體設計者一般會盡量減少川流效應的出現，加拿大的字體設計者Geoffrey Dowding在《Finer Points in the Spacing & Arrangement of Type》書中曾作以下的說明：
小心編排的文字頁，看起來會像許多有序的黑色長條，中間被水平的空白所隔開。若是隨意編排的文字頁面，可能會是一個混亂的格局，其中有許多不相連的區域，若字母之間間距太大，此問題會更加明顯。視線正常情形可以輕鬆的從左到右的移動，此時會因為不相連的區域而受到影響。甚至較窄的字母或襯線會無法發揮其功能－保持視線從左到右的移動。眼睛會被誤導，而注意垂直方向，使視線由上到下移動，若文字中出現川流，視線更容易被誤導為由上到下移動:p5–6, 29
排版時可以將文件上下倒置來檢查是否有川流的情形。在上下倒置時，眼睛不易識別字母，因此比較容易注意到整體的佈局，也較容易發現川流。
其他相關的詞包括「湖」或是「洞」:p.58 :p.13是指相鄰或互相交錯的川流，因此使文字頁面中出現一塊較淺的部份。